# Шипинка
Шипинка — река в России, протекает по Брейтовскому району Ярославской области. Длина реки — 21 км, площадь водосборного бассейна — 76 км².

## Течение
Исток находится в болотистом ненаселённом лесу примерно в 10 км к западу от посёлка Вышка. Река течёт на север. Примерно через 10 км она протекает через первую деревню — Мусино, ниже Мусино в неё справа впадает ручей Анцифировский. Затем река протекает мимо деревни Дорки, после чего в неё слева впадает ручей Телятинский. Оба ручья имеют длину около 3 км и на них населённых пунктов нет. Далее Шипинка впадает в Сёблу. Устье реки находится в 26 км по правому берегу реки Сёбла, выше села Сутка. Высота устья — 114,8 м над уровнем моря.

## Данные водного реестра
По данным государственного водного реестра России относится к Верхневолжскому бассейновому округу, водохозяйственный участок реки — Рыбинское водохранилище до Рыбинского гидроузла и впадающие в него реки, без рек Молога, Суда и Шексна от истока до Шекснинского гидроузла, речной подбассейн реки — Реки бассейна Рыбинского водохранилища. Речной бассейн реки — (Верхняя) Волга до Куйбышевского водохранилища (без бассейна Оки).
Код объекта в государственном водном реестре — 08010200412110000004958.